# Singrauli
Singrauli (en hindi: सिंगरौली ) es una localidad de la India, centro administrativo del distrito de Singrauli en el estado de Madhya Pradesh.

## Geografía
Se encuentra a una altitud de 380 m s. n. m. a 756 km de la capital estatal, Bhopal, en la zona horaria UTC +5:30.

## Demografía
Según estimación 2010 contaba con una población de 356 245 habitantes.